# International Society of Arachnology
Die International Society of Arachnology (ISA, Internationale Arachnologische Gesellschaft) unterstützt Studien von Spinnentieren sowie den Austausch unter Wissenschaftlern in der Arachnologie. Sie agiert als eine Dachorganisation für regionale arachnologische Gesellschaften und Einzelpersonen mit Interesse an Spinnentieren. Sie organisiert alle drei Jahre einen internationalen Kongress. 2010 gehörten der ISA 830 professionelle wie semi-professionelle Arachnologen an. Der amtierende Präsident (2019 bis 2022) ist Wayne Maddison.

## Geschichte
Die Gründung der ISA geht auf den Zoologen Hermann Wiehle zurück, der den Anstoß zu einem internationalen Treffen von Arachnologen 1960 gab. 1965 wurde in Frankfurt am Main der „III. Kongress europäischer Arachnologen“ veranstaltet. Der französische Zoologe Max Vachon und Otto Kraus stellten ihre Ideen eines Centre International de Documentation Arachnologique (CIDA) vor. Es wurde 1963 als Abteilung des Muséum national d’histoire naturelle in Paris gegründet. Dieses CIDA gab ab 1963 im dreijährlichen Rhythmus unter dem Namen Annuaire des Arachnologistes Mondiaux Listen der aktiven Bearbeiter in ihren Fachbereichen heraus sowie eine Liste der erschienenen Fachpublikationen der Arachnologie. 1968 fand in Paris das vierte internationale Treffen von Arachnologen (IVème Congrès International d’Arachnologie) statt, aus dem später der International Congress of Arachnology wurde.
Die Verwaltung der CIDA blieb unter der gewählten Generalsekretärin Jacqueline Heurtault bis zu deren Ruhestand in Paris und wurde 1998 nach Washington, D.C. verlegt. Dort wurde es von Jonathan Coddington geführt und dem United States National Museum angegliedert. Auf Beschluss eines Treffens der Arachnologen 1999 in Chicago wurde die CIDA in International Society of Arachnology (ISA) umbenannt. 2002 schließlich zog die Verwaltung der ISA nach Berlin um, wo sie von Jason Dunlop (Museum für Naturkunde) geleitet wird.

## Tätigkeiten
Seit 1965 werden regelmäßig dreijährlich internationale Kongresse abgehalten.
Seit 1999 ersetzt das Journal of Arachnology als Publikationsorgan die lediglich anlässlich der dreijährlichen Treffen herausgegebenen proceedings und ergänzt Journale regionaler arachnologischer Gesellschaften. Es wurde außerdem eine Mailingliste eingerichtet.
Seit 2007 werden besondere Leistungen in der Arachnologie durch Preisverleihungen geehrt. Für die Lebensleistung wird der Simon award vergeben, der nach Eugène Simon benannt ist. Für besondere Verdienste für die Gemeinschaft der Arachnologen wird der Pierre-Bonnet-Preis verliehen, und für eine einzelne besonders herausragende Arbeit der Paolo-Marcello-Brignoli-Preis.

## Auszeichnungen
Simon Award
Nach Eugène Simon (1848–1924) benannt und für das Lebenswerk in der arachnologischen Forschung vergeben. Die Auszeichnungen gingen an:
2019: Jonathan A. Coddington, USA; 2016: William Eberhard, Panama / Costa Rica; 2013 Peter Weygoldt, Deutschland; 2010: Valerie Todd Davies, Australien und 2007: Herbert Walter Levi, USA
Bonnet Award
Benannt nach Pierre Bonnet (1897–1990), vergeben für besondere Leistungen in der arachnologischen Forschungsgemeinschaft. Die Auszeichnungen gingen an:
2019: Wolfgang Nentwig und Christian Kropf, Schweiz; 2016: Ansie Dippenaar-Schoeman, Südafrika; 2013: Mark Harvey, Australien; 2010: Jerzy Prószyński, Poland und 2007: Norman Platnick, USA
Brignoli Award
Benannt nach Paolo Marcello Brignoli (1942–1986), für außergewöhnliche Leistungen. Die Auszeichnungen gingen an:
2019: Bernhard Huber, Deutschland; 2016: Martín Ramírez, Argentinien; 2013; John Murphy, UK; 2010: Hirotsugu Ono, Japan und 2007: Charles Griswold, USA